# جوزيف إل. إرب
جوزيف إل. إرب (بالإنجليزية: Joseph L. Erb)‏ هو رسام رسوم متحركة ومنتج أفلام ورسام ومخرج أمريكي، ولد في 7 يناير 1974 في الولايات المتحدة.